# مؤتمر السلام المسيحي

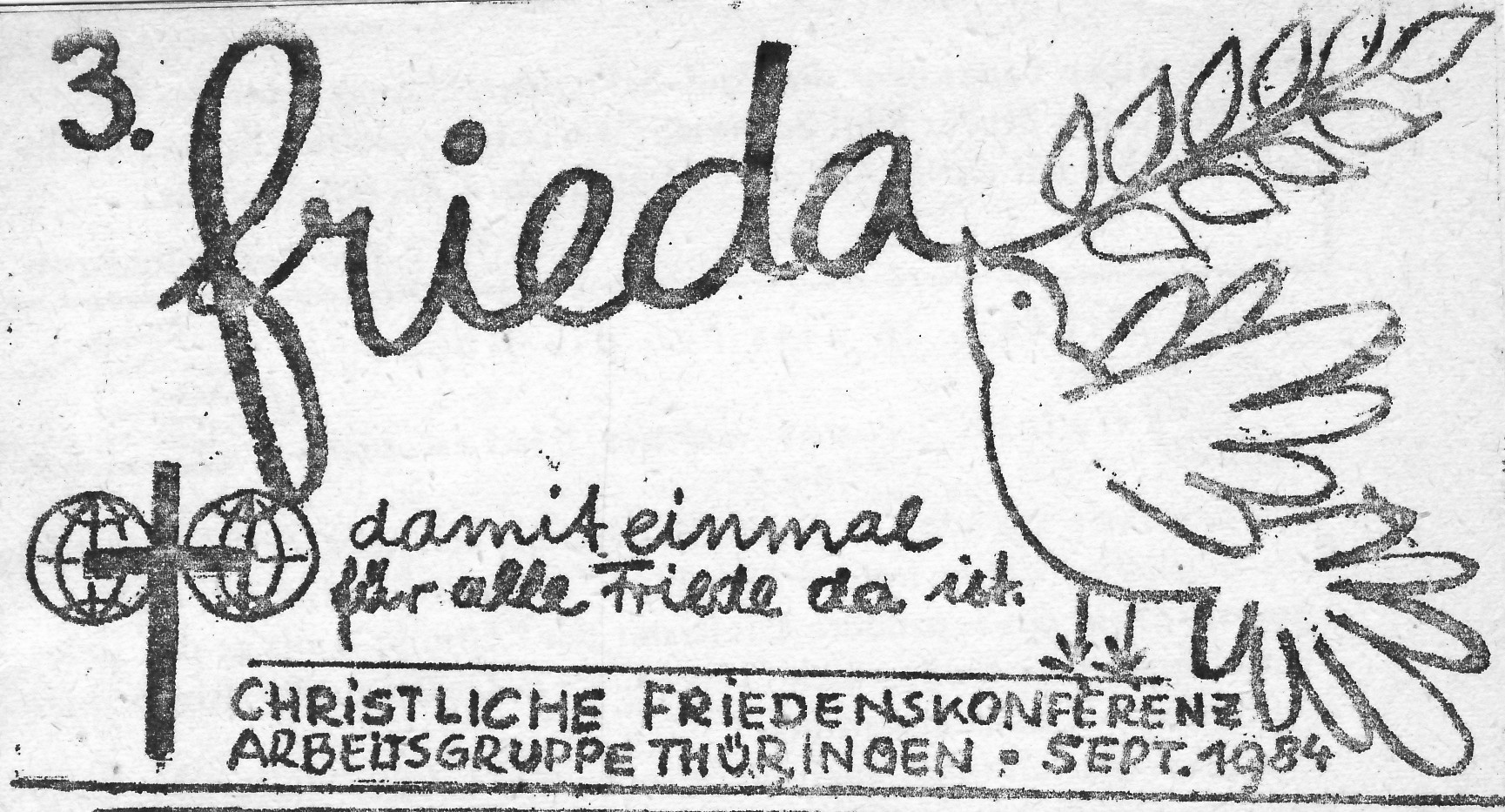

مؤتمر السلام المسيحي (بالإنجليزية: Christian Peace Conference) منظمة دولية مقرها في براغ عاصمة التشيك. تأسست المنظمة عام 1958 عن طريق جوزيف هورمادكا، وهو قس أمضى سنوات الحرب العالمية الثانية في الولايات المتحدة، ثم انتقل إلى تشيكوسلوفاكيا عندما انتهت الحرب. كان جوزيف عضوا في مكتب مجلس السلم العالمي. لم يكن ماركسيًا، ولكن مؤتمر السلام المسيحية في كثير من الأحيان أيد مواقف حكومات الكتلة الشرقية. وردت مزاعم أنه قد تلقى 210.000 دولار من منظمات سوفيتية.